# Richard de Bury
Richard de Bury, född 1287 och död 1345, var en engelsk bibliofil.
Bury blev biskop av Durham 1333, och samlade ett stort bibliotek, varav rester är bevarade, och författade på latin Philobiblon (första gången tryckt 1473, flera senare upplagor, latinska texten med svensk översättning och kommentar utgavs av Axel Nelson 1922.